# Schineriella
Schineriella är ett släkte av tvåvingar som beskrevs av Murray och Ernst Josef Fittkau 1988. Schineriella ingår i familjen fjädermyggor.
Släktet innehåller bara arten Schineriella schineri.